# 邗沟
邗沟是联结长江和淮河的中国古代运河。春秋时期吴王夫差于公元前486年～前484年开凿。南起今扬州近郊的邗城之下的长江，故名邗沟，北经樊梁湖（今高邮附近）折向东北，入射阳湖，再向西北经淮安入淮河。
邗沟的修建，得以使吴国的水军北上和齐国、晋国争霸。西汉吴王刘濞亦有开凿，凿通了茱萸湾（今扬州市湾头镇）向东经海陵仓（今泰州市海陵区）到蟠溪（今南通市如皋东陈家湾）的运河。东汉以后，逐渐显示出经济价值。后来隋代开凿隋唐大运河，就部分利用了这条水道。